# Cyclomyces setiporus
Cyclomyces setiporus är en svampart som först beskrevs av Miles Joseph Berkeley, och fick sitt nu gällande namn av Narcisse Theophile Patouillard 1900. Cyclomyces setiporus ingår i släktet Cyclomyces och familjen Hymenochaetaceae.   Inga underarter finns listade i Catalogue of Life.